# Johannisnacht (Mainz)

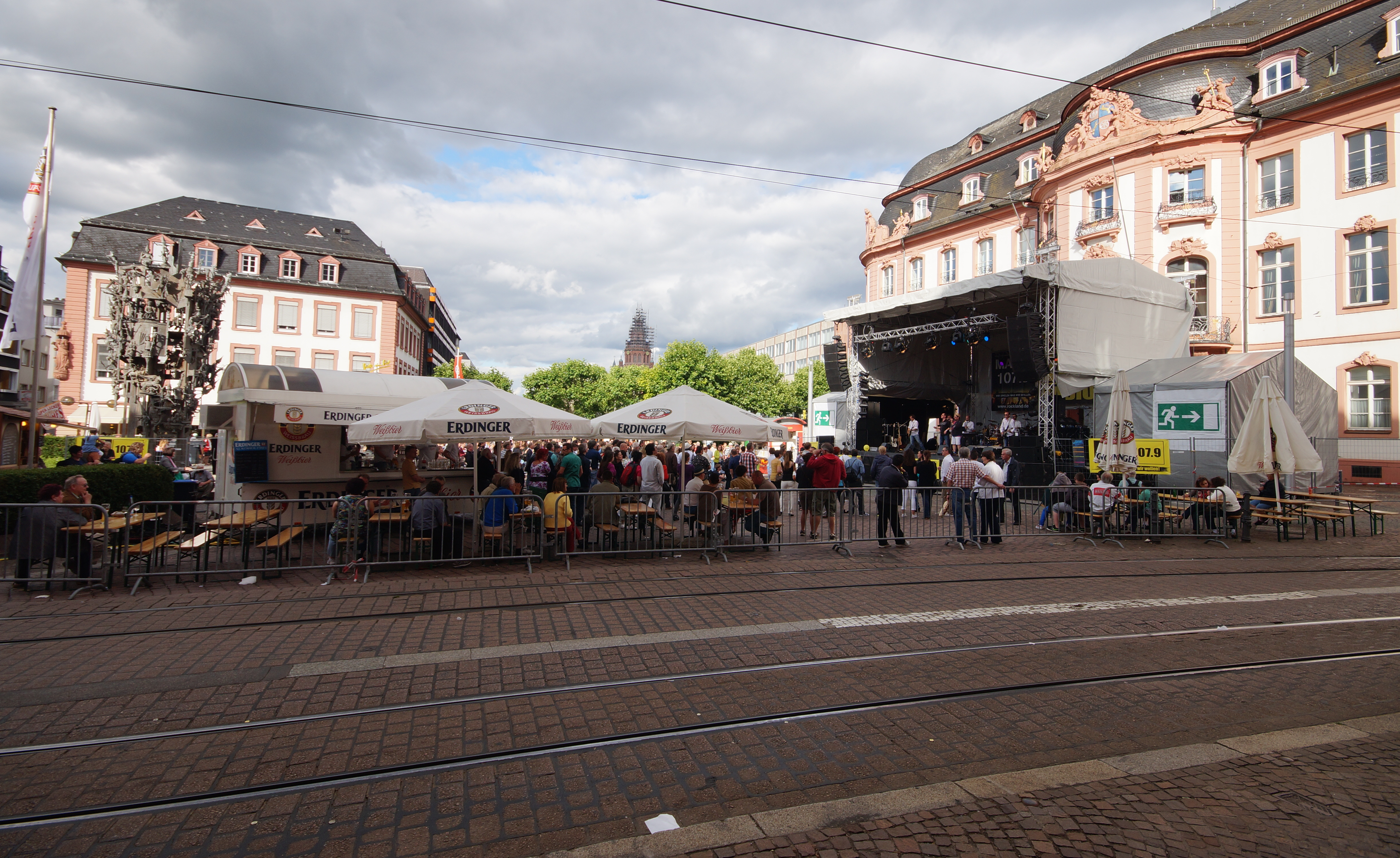
Mainzer Johannisnacht na Schillerplatz: po lewej stronie Fastnachtsbrunnen, po prawej Osteiner Hof

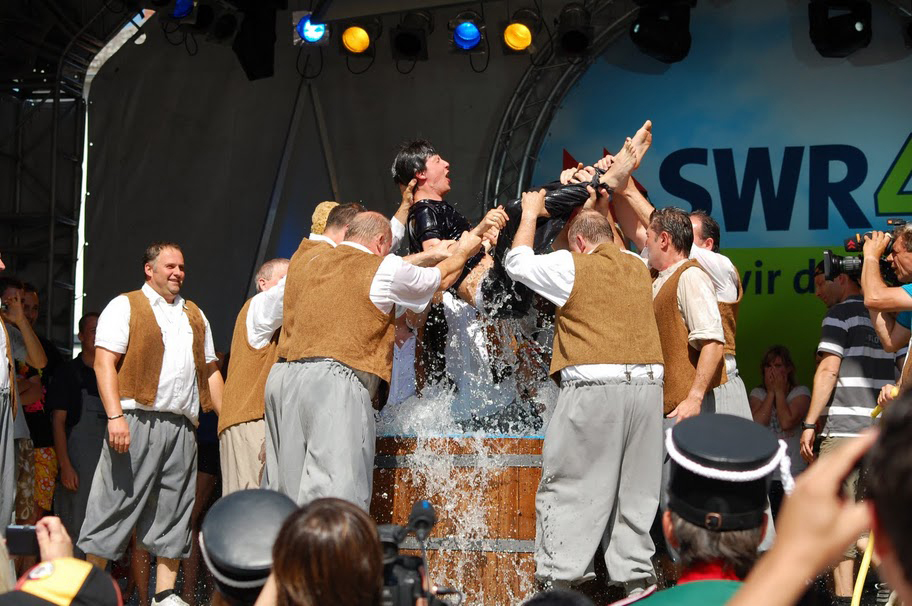
Mainzer Johannisnacht 2014, Chrzest drukarzy (Gautschen)

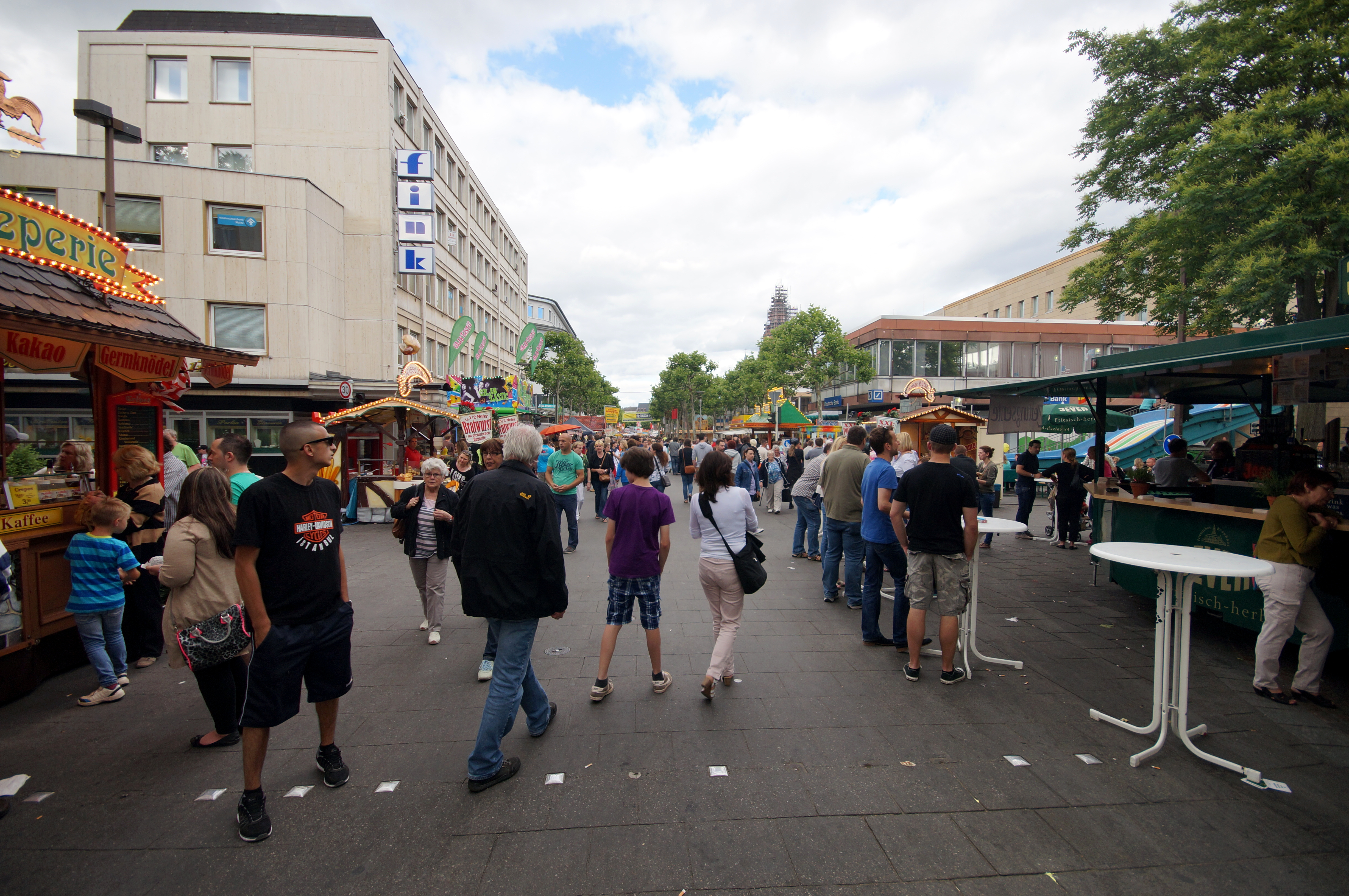
Die Johannisnacht na Ludwigsstraße

Johannisnacht (Mainz) (w tłumaczeniu: Noc Świętojańska w Moguncji) – odbyła się po raz pierwszy w 1968 i jest jednym z trzech głównych festiwali folklorystycznych w Moguncji obok Mainzer Fastnacht i Mainzer Weinmarkt w ostatni weekend sierpnia i pierwszy weekend września. Tematyka festiwalu jest ściśle związana z osobą Johannesa Gutenberga i publicznym wizerunkiem Moguncji jako miasta literatury i sztuki drukarskiej. Moguncka Noc Świętojańska odbywa się co roku przez cztery dni w pobliżu Dnia Św. Jana (24 czerwca) i przyciąga ponad 500 000 gości. Festiwal rozpoczyna się w piątek i kończy się w poniedziałek wieczorem pokazami sztucznych ogni nad Renem.

## Historia
Mainzer Johannisnacht został zorganizowany po raz pierwszy w 1968 przez miasto Moguncja w 500. rocznicę śmierci Johannesa Gutenberga. Oprócz uroczystości czysto akademickich z tej okazji, Karl Delorme, sam z wykształcenia drukarz książek, a ówczesny kierownik wydziału spraw społecznych miasta Moguncji, podjął starą tradycję drukarza książek i prowadził duże publiczne „sprzęgnięcie”, tzw. chrzest drukarza, którym symbolicznie zmywano grzechy lat praktyki i ołowiany pył, odbywał się publicznie w historycznych strojach. Pomyślany jako festiwal ludowy, miał na celu upamiętnienie Johannesa Gutenberga, mogunckiego wynalazcy sztuki druku książek, który do tej pory był dość zaniedbany w świadomości mieszkańców Moguncji. Wzorując się na świętach świętojańskich, obchodzonych przez drukarzy od niepamiętnych czasów, impreza miała nosić nazwę „Mainzer Saint John’s Night”. W międzyczasie „Mainzer Johannisnacht” wypracował specyficzny charakter, który w decydujący sposób kształtuje teren festiwalowy w centrum miasta.

## Gutenberg, sztuka drukarska i targi książek oraz grafik antykwarycznych
Uroczystości związane z moguncką nocą świętojańską były ściśle powiązane z Gutenbergiem i sztuką drukarską. W Muzeum Gutenberga (Gutenberg-Museum Mainz – Weltmuseum der Druckkunst) można obejrze dwie z pierwszych wydrukowanych biblii z połowy XV w. Jednym z wydarzeń częściowych, które cieszą się największym zainteresowaniem publiczności, jest tzw. „Gauchen” na Liebfrauenplatz przed Muzeum Gutenberga. Ta tradycyjna ceremonia w branży drukarza często nazywana jest chrztem drukarza. Byli stażyści w branży drukarskiej i zecerskiej są publicznie zanurzani w dużej beczce z wodą (z mniej lub bardziej gwałtownym oporem) jako świeżo przeszkoleni czeladnicy w swoim fachu. Powinno to zmyć grzechy terminowania i ołowiany pył, a jednocześnie drukarze i zecerzy powinni zostać przyjęci do profesjonalnego cechu „czarnych artystów” jako następcy Gutenberga.
W festiwalowy weekend na Ballplatz, wokół Muzeum Gutenberga oraz w drukarni Muzeum Gutenberga odbędą się różne zajęcia tematyczne. Oferowane są przede wszystkim praktyczne pokazy pracy kaligrafów i papierników oraz demonstrowane są techniki drukarskie. Odwiedzający mogą tworzyć własne produkty drukowane, takie jak listy odpustowe lub ulotki, pod okiem ekspertów. Od soboty do poniedziałku wokół Schillerplatz i Ballplatz odbywa się również targ książki Johannis, jeden z największych targów książek i grafiki antykwarycznej w Niemczech.

## Moguncja – Noc Świętojańska jako festiwal kultury
Sześć scen muzycznych w centrum miasta stanowi kulturalną część Mainz Johannisnacht. Tutaj zwiedzającym prezentowana jest szeroka gama muzyki od przebojów i muzyki ludowej po hard rock. Jest też wielu innych ulicznych muzyków i artystów oraz grup muzycznych, które przemierzają centrum miasta. Kabaret jest również oferowany na scenie na Ballplatz.
Nad brzegiem Renu od Kaisertor do Fischtorplatz znajduje się duży rynek artystów. „Mainzer Culinarium” najlepszych kucharzy z Moguncji podąża następnie na tamtejszych terenach zielonych. Winiarze z Moguncji serwują swoje wina w cieniu katedry na Leichhof, a od 2007 także na rynku.

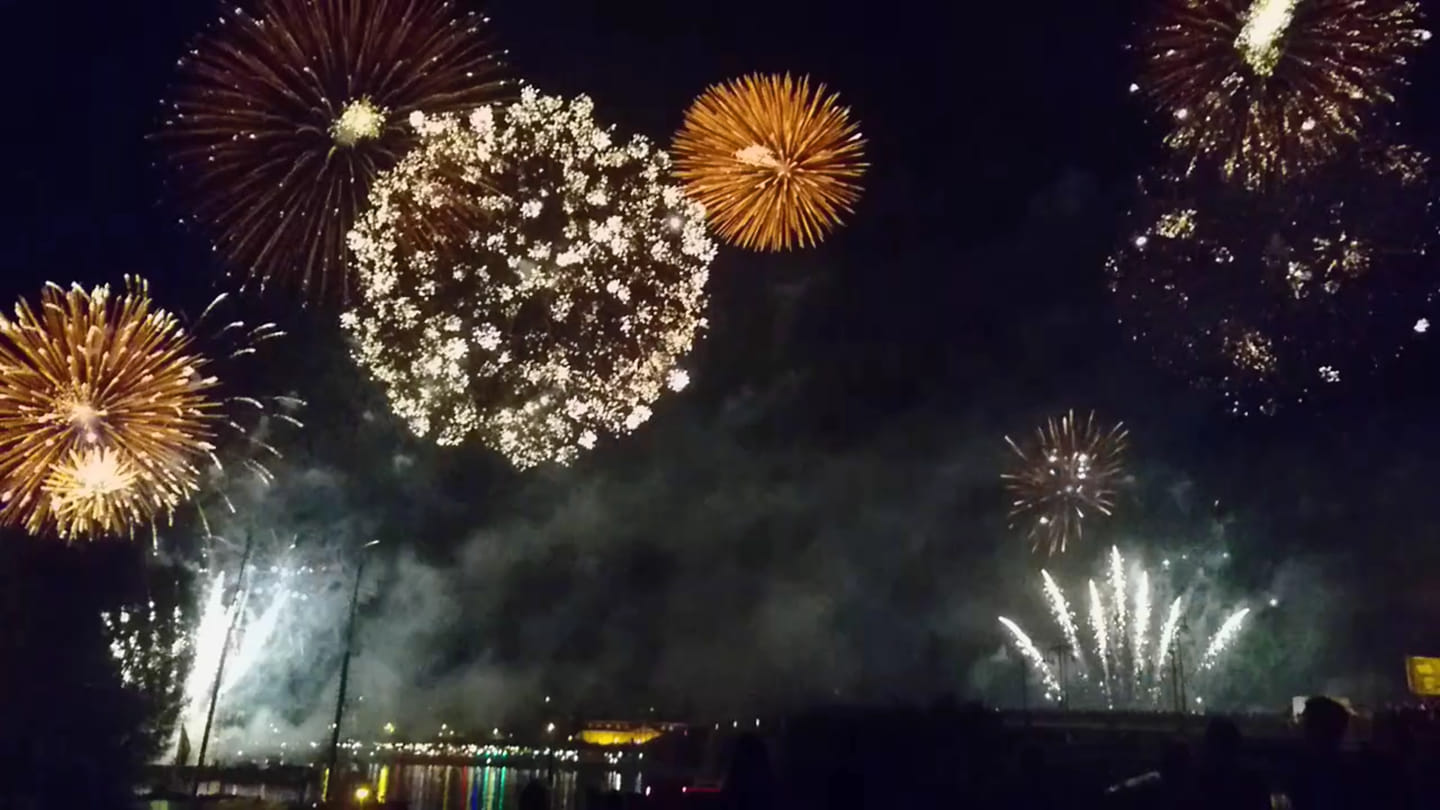
Sztuczne ognie w 2018 podczas Johannisnacht

## Moguncja – Noc Świętojańska jako festiwal folklorystyczny
Tradycyjnym elementem Mainzer Johannisnacht są potyczki na łodziach. Zostały usunięte z programu na trzy lata w 2006 i wprowadzone ponownie w 2009. Potyczka to walka dwóch ludzi z długimi kijami, stojących na dwóch łodziach na Renie. Celem jest zepchnięcie przeciwnika drążkiem do Renu.
Ponadto istnieją liczne atrakcje (diabelski młyn, kolejka górska, ...), stoiska z jedzeniem i plantatorzy winorośli z całego obszaru podczas Mainz Johannisnacht. Dla klubów z Moguncji przeznaczony jest teren przed ratuszem – Jockel-Fuchs-Platz.
Bieg Trzech Mostów od wielu lat jest integralną częścią Nocy Świętojańskiej. Ponad 500 biegaczy regularnie bierze udział w prawie 8-kilometrowym biegu wzdłuż brzegów Renu.
Koniec Nocy Świętojańskiej to zawsze pokaz sztucznych ogni na Renie w poniedziałkowy wieczór.